# Edificio Lucini
El edificio Lucini está situado en la calle del Doctor Romagosa número 1 de la ciudad de Valencia (España). Se trata de una edificación obra del arquitecto Ramón Lucini Callejo.

## Edificio
Fue construido por el arquitecto leonés afincado en Valencia, Ramón Lucini Callejo, del cual toma el nombre el edificio. Su estilo se enmarca dentro del eclecticismo arquitectónico. La construcción hace chaflán con la calle Pintor Sorolla número 4, en donde recae una de las fachadas y posee una parte trasera recayente a la calle Obispo número 6. Es precisamente en el chaflán de Doctor Romagosa con Pintor Sorolla en donde se encuentra su parte más elaborada y majestuosa.
Consta de planta baja y tres alturas. En la planta baja destaca la utilización de columnas de hierro fundido. En la primera y segunda altura destacan dos miradores, uno de disposición tripartita y de mayores dimensiones recayente al chaflán y otro recayente ya a la calle Pintor Sorolla, de dimensiones más reducidas.
Posee ornamentación de tipo vegetal en toda la fachada, principalmente en la parte superior de los balcones y en las barandillas de los mismos, realizada en hierro forjado. Destaca en el remate del edificio, una amplia balaustrada y un frontón con óculo que realza la fachada, también con decoración floral.
Fue rehabilitado entre los años 1995 y 1997 por el arquitecto valenciano Javier Domínguez Rodrigo. En el edificio se encontró, durante su rehabilitación, una necrópolis judía de la época medieval, debido a su cercanía a la judería de Valencia. La rehabilitación recibió el premio Avea 2000 de Rehabilitación. En la actualidad es propiedad de la sociedad IGSA Inmobiliaria.